# Maskin-till-maskin-kommunikation
Maskin-till-maskin-kommunikation, förkortat M2M, är en teknik som möjliggör kommunikation mellan olika enheter med hjälp av såväl trådlösa som trådbundna system. Maskin-till-maskin-kommunikation är ett brett begrepp eftersom det inte pekar på något specifikt trådlöst eller trådbundet nätverk, eller någon specifik typ av informations- eller kommunikationsteknik. Maskin-till-maskin-kommunikation betraktas som en integrerad del av sakernas internet ("Internet of Things", IoT).